# Smerinthus distinctus
Smerinthus distinctus är en fjärilsart som beskrevs av Clayton Dissinger Mell 1922. Smerinthus distinctus ingår i släktet Smerinthus och familjen svärmare. Inga underarter finns listade i Catalogue of Life.